# Bent Milans i Roig
Bernat Milans i Roig (novembre 1763, 1821) fou un sacerdot i mestre de violí de la Capella de Canet.
Fou fill de Francesc Milans, comerciant i propietari d'un vaixell, i Anna Ma Roig. El segon de dos fills es va llicenciar i fou admès per la plaça de tenor i violí el 9 de febrer de 1785 després que els examinadors el consideressin «suficientment hàbil de la dita veu de thenor y per / tocar lo Violi y de cant pla». El 1821 encara figurava entre els residents de la parroquial a l'església de Canet de Mar.